# World Surfing Games 1966
I World Surfing Games 1966 si sono svolti a San Diego, negli Stati Uniti d'America.

## Podi
| Evento         | Oro           | Argento         | Bronzo        |
| Gara maschile  | Nat Young     | Jock Sutherland | Corky Carroll |
| Gara femminile | Joyce Hoffman | Joey Hamasaki   | Mimi Munro    |

## Medagliere
| Posiz. | Nazione     | Oro | Argento | Bronzo | Totale |
| ------ | ----------- | --- | ------- | ------ | ------ |
| 1      | Stati Uniti | 1   | 2       | 2      | 5      |
| 2      | Australia   | 1   | 0       | 0      | 1      |
| Totale | Totale      | 2   | 2       | 2      | 6      |